# Медведське (Новосибірська область)
Медведське (рос. Медведское) — село у Черепановському районі Новосибірської області Російської Федерації.
Входить до складу муніципального утворення Медведська сільрада. Населення становить 1548 осіб (2010).

## Історія
Згідно із законом від 2 червня 2004 року органом місцевого самоврядування є Медведська сільрада.

## Населення
| 2002 | 2007  | 2010  |
| ---- | ----- | ----- |
| 1660 | ↘1654 | ↘1548 |